# Église Notre-Dame de Soudan
L'église Notre-Dame de Soudan est une église romane, située à Soudan, en France.

## Généralités
L'église est située à la sortie sud-est de l'agglomération de Soudan, dans le département des Deux-Sèvres, en région Nouvelle-Aquitaine, en France. Elle fait partie de la paroisse Saint Léger en saint-maixentais du diocèse de Poitiers.

## Historique
Construite à l'emplacement d'une ancienne villa romaine, l'église est mentionnée en 1110 comme dépendance de l'abbaye de Saint-Maixent et est transmise à l'évêque de Poitiers par la suite. 
L'église subit des restaurations et aménagements en 1869 (voûte) et 2024 (restauration).
L'église est classée au titre des monuments historiques par arrêté du 30 octobre 1917.

## Description
L'église est à nef unique à quatre travées, et mesure 16,50 m de longueur sur 7 m de large,. La nef présente une dissymétrie et le chœur n'est pas tout a fait aligné avec l'axe de la nef. Le clocher, rajouté a posteriori est à coupole et est ouvert de chaque côté avec des baies en plein cintre.
Le portail en arc brisé est voussuré soutenu par des colonnes aux chapiteaux décorés. Il est entouré de deux arcatures aveugles en plein cintre et une corniche à modillons est présente.
À l'intérieur, la nef est supportée par des colonnes dont les chapiteaux sont ornés d'animaux. 

## Mobilier
Des vitraux refaits au XIXe siècle, sont l’œuvre des artistes Fournier et Clément et montrent des représentations de Marie, dont l'église est sous le vocable.